# Steinbruchsee Wildschütz
Der Steinbruchsee Wildschütz ist ein ehemaliger Steinbruch bei Wildschütz, südöstlich des Hauptortes Mockrehna im Landkreis Nordsachsen. Er ist mit 74 Metern Tiefe der zweittiefste See Nord- und Mitteldeutschlands. Das Gelände um den See ist als Bergbausperrgebiet ausgewiesen und darf daher nur über die private Tauchschule betreten und betaucht werden.
Die Hauptattraktion für Taucher ist die einzige aktive Unterwasserstation Europas sowie eine von nur dreien in der Welt, welche sich in neun Meter Tiefe befindet.
Der See ist aufgrund seiner Tiefe ein beliebter Tauchspot für die internationale Tech-Taucherszene sowie für Apnoetaucher.